# Brachytheliscus
Brachytheliscus is een spinnengeslacht uit de familie Entypesidae. De wetenschappelijke naam van dit geslacht werd voor het eerst geldig gepubliceerd in 1902 door Pocock.

## Soorten
Het geslacht omvat de volgende soort:
- Brachytheliscus bicolor Pocock, 1897